# Вулиця Сергія Набоки
Ву́лиця Сергі́я Набо́ки — вулиця у Дніпровському районі міста Києва, житловий масив Соцмісто. Пролягає від бульвару Верховної Ради до вулиці Гетьмана Павла Полуботка.
Прилучаються вулиці Вінстона Черчилля і Краківська.

## Історія
Вулиця виникла у першій половині XX століття під назвою Староконоплянська. З 1955 року мала назву Бажова на честь російського письменника Павла Бажова. Сучасна назва на честь українського тележурналіста та дисидента Сергія Набоки — з 2024 року.